# František Kupka
František Kupka (Opočno, 23 de setembro de 1871 – Puteaux, 24 de junho de 1957) foi um pintor checo. Nascido em Opocno na Boémia oriental, era filho de um escriturário de notário.

## Biografia

### Primeiros anos
A sua vida de artista começa a formar-se aos treze anos, quando trabalhou num atelier de estofagem. Neste atelier, Kupka é influenciado pelos temas do ocultismo, através do seu chefe, e desde os 14 anos foi introduzido ao espiritualismo. Ele teve sucesso mediúnico em séances de Praga e Viena a ponto de ser remunerado e Kupka pôde pagar aulas de arte em academias dessas duas cidades, reconhecido em seus dotes artísticos. Ele ingressa na Escola de Artes Aplicadas de Jaromer. Mais tarde, entra na Academia de Belas Artes de Praga, onde se licencia em 1892.

### Viena
Após a licenciatura, Kupka parte para Viena, Áustria, onde estuda na Akademie der Bildenden Küste, e toma contacto com Gustav Klimt, Arnold Schönberg e Sigmund Freud, aprofundando o seu lado oculto.

### Paris
Em 1896 viaja para Paris, onde se instala definitivamente. A Cidade das Luzes irá ter um efeito libertador da influência obscura de Viena. Estuda na Académie Julian e na École des Beaux-Arts. Trabalha, nos primeiros anos passados em Paris, em ilustrações para publicações, de conteúdo satírico, como Cocorico e L'Assiette au Beurre, e na elaboração de cartazes.

Inscreveu-se na Sorbonne em 1905 para estudar a física do eletromagnetismo e, motivado pelas recentes descobertas de ondas, do hipnotismo de Charcot e o reavivamento de pesquisas do neomesmerismo no fin de siècle, fez experimentos e amalgamou essas teorias em sua arte, junto com suas crenças do budismo, teosofia e sua prática de médium, que continuou em Paris e ao longo de sua vida. Assim, estudou as aplicações do magnetismo animal para o acesso ao inconsciente na pintura. Chegou a especular sobre uso de habilidades telepáticas na arte e em propostas do pintor como um médium, tal como escreve em 1910:
"Levando em conta o progresso [...] teríamos motivos para acreditar na possibilidade de novos meios de comunicação, até então desconhecidos, digamos uma comunicação mais direta que pudesse aproveitar o caminho das ondas magnéticas empregadas pelos hipnotizadores [...]. Poderemos esperar a invenção de um raio X capaz de ler a atividade mais sutil, ora invisível ou obscura, tanto do mundo exterior quanto da alma do artista. Seria decidido se o magnetismo pode substituir a pintura. A comunhão seria absoluta, a arte inútil, o universo decifrável à vontade. E o artista seria, no sentido estrito da palavra, um médium."
Também empregou a busca de um estado de consciência superior ("superconsciência") em sua advocacia do anarcocomunismo e de uma utopia cósmica, apontando que haveria um progresso no movimento do tempo baseado em vibrações de ondas das pessoas, que formam "ritmo da história":
"Desde o início dos tempos registrados, a amplitude das oscilações nunca parou de crescer e os milhares de pequenos ritmos locais se fundiram gradualmente em um ritmo mais amplo: as oscilações mais gerais das nações sucedem aos minúsculos movimentos da vida das cidades, então vem a grande oscilação mundial que faz vibrar a terra inteira e seu povo em um único movimento."

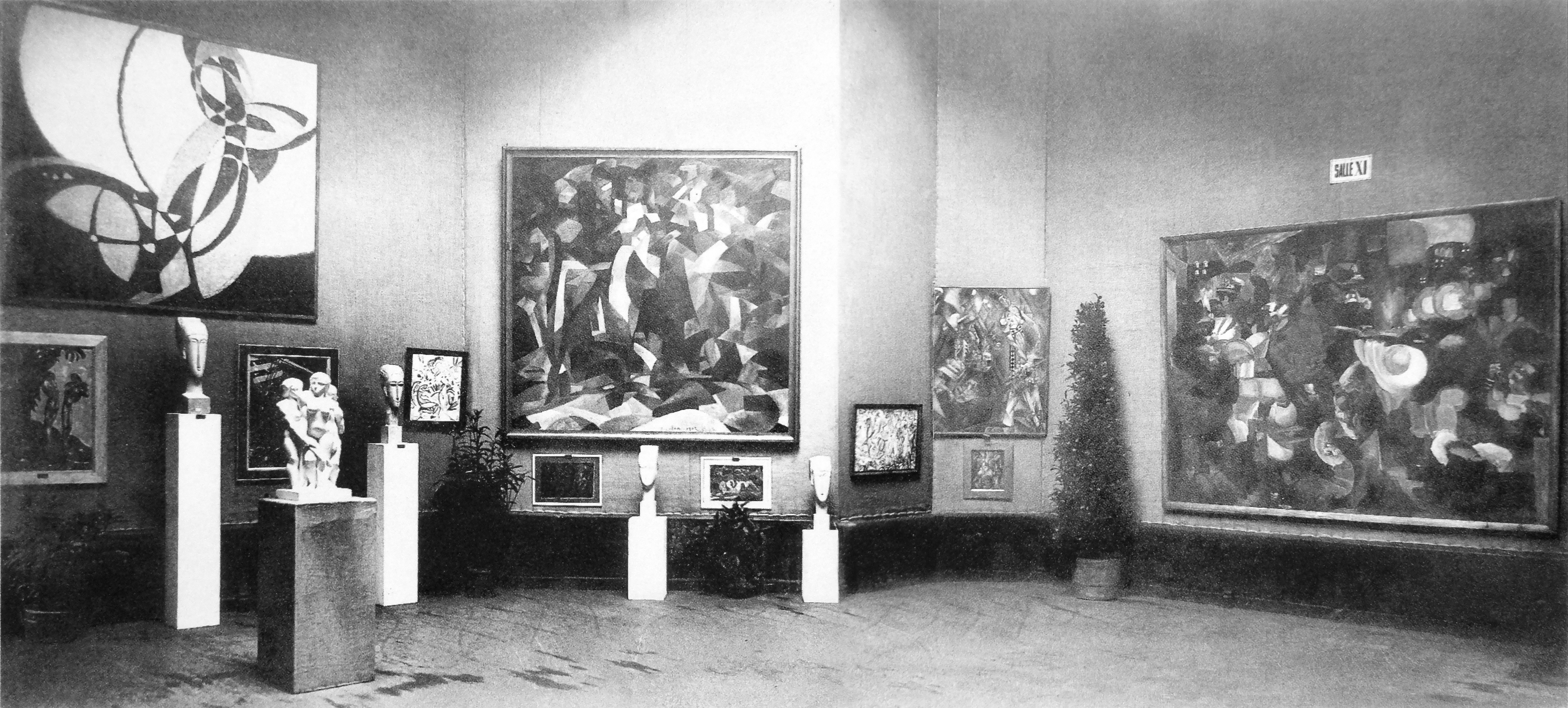
O Salon d'Automne de 1912, realizado em Paris no Grand Palais de 1 de outubro a 8 de novembro. A Fuga em Duas Cores de Kupka é exibida à esquerda. Outras obras são mostradas por Jean Metzinger (Dancer in a Café), Joseph Csaky (Groupe de femmes), Francis Picabia (La Source), Amedeo Modigliani (esculturas) e Henri Le Fauconnier (Montanhistas Atacados por Ursos).

Por volta de 1906, Kupka dedica-se ao estudo da cor, elaborando pinturas de colorido intenso, e de pinceladas arbitrárias. Influenciado pelos irmãos Duchamp Villon, seus vizinhos no bairro Puteaux, onde residia, Kupka frequenta reuniões dedicadas às artes plásticas, e à ligação da matemática ao cubismo. Kupka inicia, assim, o caminho para a abstracção, através de pinturas como Discos de Newton (1911) ou Amorfa (1912). Em 1912, Kupka, juntamente com Robert Delaunay, Fernand Léger e Francis Picabia, faz parte de um grupo de artistas integrados no movimento cubismo órfico.

### 1ª Guerra Mundial e Pós-Guerra
Durante a 1ª Grande Guerra, Kupka alista-se no exército, e chega à posição de capitão. Nos anos seguintes, e com as influências recebidas pela guerra, Kupka inicia o chamado ciclo orgânico. A sua primeira exposição individual, em 1920, é bem aceite pela crítica, mas fracassa em vendas. Este período é uma fase difícil para Kupka, dado o seu trabalho não ser reconhecido, e retira-se da vida artística.

### Anos 1930
A década de 30 é uma fase de mudança positiva para Kupka. É convidado para fazer parte da associação Abstraction-Création, e expõe durante três anos as suas obras. Neste período, a sua obra dedicada ao abstraccionismo geométrico retorna.

### 2ª Guerra Mundial
Os anos 40 marcam, de novo, uma fase negativa para Kupka, que se vê obrigado a retirar de Paris, em 1940. A 2ª Guerra Mundial leva a que Kupka, dado ser checo se refugie na cidade de Beaugency. Só no pós-guerra é que, finalmente, é reconhecida a obra de Frantisek Kupka. Morre na sua casa de Puteaux em 1957.
Cada vez é mais reconhecida a contribuição deste pintor para a definição das primeiras fases do movimento da arte abstracta.

## Obras selecionadas
- 1911: Arranjos verticais, Musée National d'Art Moderne, Paris
- 1912: Amorpha, Fuga em Duas Cores, Galeria Nacional Praga, Praga
- 1913: Catedral
- 1913: Superfícies verticais azuis e vermelhas (72 × 80 cm, coleção particular)
- 1923: Die Schöpfung in der bildenden Kunst (escrita teórico-artística)